# Пуурмані (волость)
Пу́урмані (ест. Puurmani vald) — волость в Естонії, адміністративна одиниця повіту Йиґевамаа.

## Географічні дані
Площа волості — 292,7 км2, чисельність населення на 1 січня 2017 року становила 1491 особу.
По території волості тече річка Педья (Pedja jõgi).

## Населені пункти
Адміністративний центр — селище Пуурмані (Puurmani alevik).
На території волості розташовані 12 сіл (ест. küla):
Алтнурґа (Altnurga), Гяр'янурме (Härjanurme), Йиуне (Jõune), Кірікувалла (Kirikuvalla), Курсі (Kursi), Лаасме (Laasme), Пєера (Pööra), Піккнурме (Pikknurme), Садукюла (Saduküla), Тамміку (Tammiku), Тирве (Tõrve), Юрікюла (Jüriküla).

## Історія
12 грудня 1991 року Пуурманіська сільська рада була перетворена на волость.

## Див.також
- Миза Пуурмані